# 江應選
江應選（1501年—？），字尚賓，浙江衢州府常山縣人，民籍，明朝政治人物。

## 生平
嘉靖十年（1531年）辛卯科浙江鄉試第六十七名舉人。嘉靖十四年（1535年）中式乙未科會試第一百二十二名，登第三甲第一百一十八名進士。官南陵县知县。

## 家族
曾祖江文華；祖父江克畲；父江鋌，曾任教諭。母汪氏。具庆下。兄江應舉。從兄江良才（贡士）。